# Rhacophorus edentulus
Rhacophorus edentulus es una especie de anfibios anuros de la familia Rhacophoridae.
Es endémica de Célebes (Indonesia).